# Joseph-Claude-Louis Colaud de La Salcette
Pour les articles homonymes, voir Colaud.
Joseph-Claude-Louis Colaud de La Salcette, né le 29 décembre 1758 à Saint-Georges-de-Commiers, où il est mort le 4 août 1832, est un magistrat, un administrateur et un député français.

## Biographie
Fils d'Antoine-François Colaud de la Salcette (8 février 1727, Briançon-28 août 1786, Grenoble), avocat à Briançon, conseiller maître à la Cour des comptes en 1751, avocat général au Parlement du Dauphiné en 1764, neveu de Jacques-Bernardin Colaud de La Salcette et frère du général Jean Jacques Bernardin Colaud de La Salcette, il devient conseiller au Parlement du Dauphiné. Partisan modéré de la Révolution, il est inquiété en 1793.
Après le coup d'État du 18 brumaire, il accompagne la députation du département de l'Isère, qui se rend à Paris pour complimenter le Premier consul. Bonaparte, connaissant son frère, le remarque lors de l'audience et le nomme préfet de la Creuse en remplacement de Joseph-Mathurin Musset le 23 germinal an X (13 avril 1802). Il occupe ces fonctions jusqu'au 6 mars 1807, avant d'entrer au Corps législatif comme député de la Creuse. Il est fait chevalier de la Légion d'honneur le 25 prairial an XIII (14 juin 1805) puis chevalier de l'Empire le 28 janvier 1809. Son mandat est renouvelé le 6 janvier 1813.
Sous la Première Restauration, il quitte la vie politique et s'installe dans une propriété sur les bords du Drac. Le 26 octobre 1814, il est promu officier de la Légion d'honneur.
Parent de Claude Sylvestre Colaud, il est également le neveu de Jacques-Bernardin Colaud de La Salcette (1733-1796), chanoine de la cathédrale de Die, député aux États généraux de 1789, à la convention nationale et au Conseil des Cinq-Cents, et de Claude Colaud de La Salcette, grand vicaire de l'archevêque d'Embrun, préfet de l'Isère par intérim en 1815.
Passionné de botanique, il était membre de l'Académie Delphinale.